# Thomas C. Hart

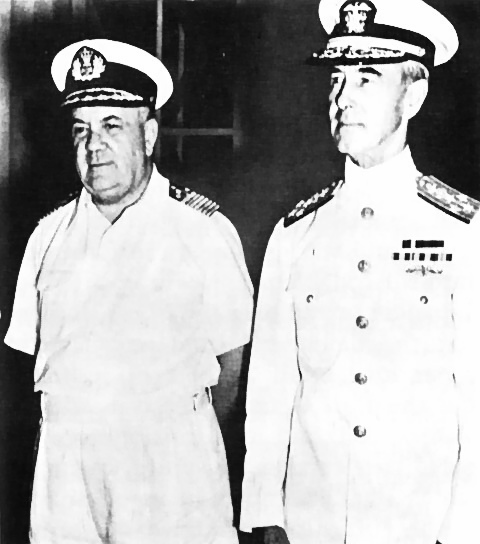
Admiral Thomas C. Hart (rechts) mit Admiral Conrad Helfrich

Thomas Charles Hart (* 12. Juni 1877 in Davidson, Genesee County, Michigan; † 4. Juli 1971 in Sharon, Connecticut) war ein US-amerikanischer Admiral und Politiker. Sein Spitzname war „Terrible Tommy“.

## Leben
Nach dem Besuch verschiedener öffentlicher Schulen in Michigan besuchte Thomas Hart die US-Marineakademie in Annapolis, Maryland, die er 1897 mit seiner Graduierung abschloss. Während des Spanisch-Amerikanischen Krieges diente er vor Kuba auf dem Nachrichtenboot USS Vixen. Zusammen mit Theodore Roosevelt kämpfte Hart im Juli 1898 in der Schlacht von Santiago. Etwas später verrichtete Hart seinen Dienst als Lieutenant und Divisionsoffizier auf dem Schlachtschiff USS Missouri  und kommandierte den Zerstörer USS Lawrence. Kurz vor Ausbruch des Ersten Weltkriegs wurde Hart in die Kommandoebene für U-Boot-Operationen berufen. Während des Kriegs diente er als Einsatzleiter für U-Boot-Operationen im Atlantik und Pazifik.
Nach Kriegsende kommandierte Hart das Schlachtschiff Mississippi und etwas später U-Boot-Divisionen der US-Schlachtflotte sowie die Unterseebootstreitkräfte der US-Flotte. Im September 1929 bekam er seine Beförderung zum Konteradmiral; von 1931 bis 1934 war er Superintendent der US-Marineakademie.

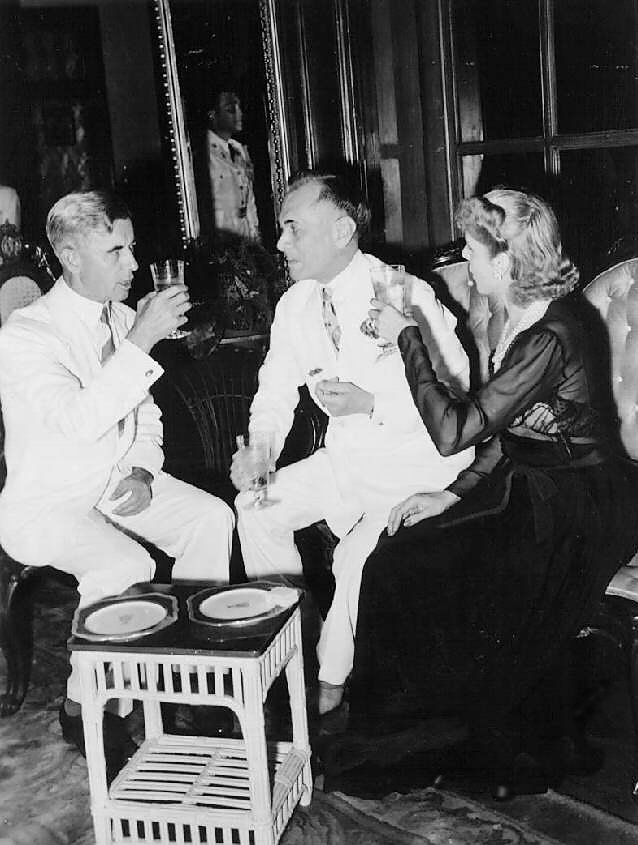
(v. l. n. r.) Admiral Thomas C. Hart, der philippinische Präsident Manuel Quezon und die zukünftige Kongressabgeordnete Clare Boothe Luce – Oktober 1941

Die Beförderung zum Admiral im Juli 1939 brachte für Hart auch die Versetzung nach Südostasien. Dort diente er als Kommandeur der amerikanischen Asienflotte, deren Flaggschiff ab dem 19. November 1940 die Houston war. Hart wechselte allerdings im Juli 1941 zur Yacht Isabel. Harts Anweisungen aus Washington beinhalteten die Forderung der Regierung, die Flotte nicht wie ein Schaustück aussehen zu lassen, sondern in den Gewässern vor China die amerikanische Stärke zu demonstrieren. Dies tat Hart vor allem mit einem steten Training, das er immer unter realen Gefechtsbedingungen durchführen ließ.
Bei Ausbruch des Pazifikkrieges mit dem japanischen Angriff auf Pearl Harbor befand sich Thomas C. Hart in Manila auf den Philippinen. Obwohl er nie ein Freund von General Douglas MacArthur wurde, war er einer der wenigen, die ihn in seinen langen Monologreden unterbrechen durften, was dieser eigentlich gar nicht mochte.
Zwei Tage nachdem  MacArthur die Philippinen in Richtung Australien verlassen hatte, da die Japaner dort gelandet waren, begab sich Hart am 26. Dezember 1941 auf das U-Boot USS Shark und fuhr nach Surabaja auf Java, wo er am 2. Januar eintraf. Die „Flucht“ war unumgänglich geworden, da die USA keinerlei Nachschublieferungen mehr zu den Philippinen durchbringen konnten.
Im Januar 1942 wurde Hart, der sich eigentlich schon im Rentenalter befand, zum Marinekommandeur der alliierten ABDA-Flotte ernannt. Nachdem die Alliierten in Südostasien einen verzweifelten und hoffnungslosen Abwehrkampf gegen die Japaner geführt hatten, wurde Hart aus politischen Gründen von Admiral Helfrich aus den Niederlanden abgelöst. Der ABDA-Oberkommandierende britische Feldmarschall Sir Archibald Wavell bezichtigte ihn „überspitzte Ideen von der japanischen Leistungsfähigkeit“ zu haben. Präsident Franklin D. Roosevelt wies daraufhin Admiral King an, Hart aus dem Krieg zurückzuholen. Dieser riet Hart, aus Krankheitsgründen zurückzutreten.
Bis zum Oktober 1942 bekleidete Hart noch einige untergeordnete Posten bei der amerikanischen Marine, beispielsweise war er der Vorsitzende der Kommission für Ordensvergabe. Er zog sich Ende 1942 auf seine Farm in Connecticut zurück und schrieb einige Artikel für die Saturday Evening Post, in denen er die Vorbereitungen der Regierung in Pearl Harbor auf einen möglichen japanischen Angriff kritisierte. Anfang 1944 half er bei den Studien zur Aufklärung der Vorgänge um Pearl Harbor mit.
Nach dem Tod von Francis T. Maloney wurde Hart im Februar 1945 gebeten, dessen Sitz im US-Senat einzunehmen. Hart, der der Republikanischen Partei angehörte, verzichtete nach dem Ende seiner Amtszeit im November 1946 aber auf eine erneute Kandidatur zum Senat. Vielmehr kehrte er auf seine Farm zurück, wo er bis zu seinem Tod am 4. Juli 1971 lebte. Thomas Charles Hart starb an einem Herzinfarkt und wurde in der Sektion 8, Grab 5184-A des Nationalfriedhofs Arlington beerdigt. Harts Frau, die 1984 starb, wurde neben ihm beigesetzt, ebenso wie sein Sohn, der schon 1945 an Leukämie gestorben war. Insgesamt hatten die Harts zwei Söhne und drei Töchter.
Nach Thomas Hart wurde der amerikanische Zerstörer USS Thomas C. Hart (DE-1092) benannt, der am 12. August 1972 vom Stapel lief.